# Apotomis afficticia
Apotomis afficticia är en fjärilsart som beskrevs av Heinrich 1926. Apotomis afficticia ingår i släktet Apotomis och familjen vecklare. Inga underarter finns listade i Catalogue of Life.